# گمینا کوشتسه
گمینا کوشتسه (به لهستانی:  Gmina Koszyce) یک گمینا در لهستان است که در شهرستان پروشوویتسه واقع شده‌است. گمینا کوشتسه ۶۵٫۹۶ کیلومتر مربع مساحت و ۵٬۶۴۹ نفر جمعیت دارد.